# Troides magellanus
Troides magellanus (conocida en inglés como "Magellan birdwing") es una especie  de lepidóptero ditrisio  de la familia Papilionidae de impresionante belleza y tamaño, endémica de Filipinas.

## Características
T. magellanus muestra un brillo azul-verdoso cuando se observa desde un ángulo oblicuo. Troides magellanus y la aún más rara T. prattorum se caracterizan por el uso de una iridiscencia de visión limitada: el color amarillo de la cara dorsal de sus alas delanteras está modificada por una iridiscencia brillante azul-verdosa que solo se ve cuando la mariposa se aprecia desde un ángulo estrecho y oblicuo. Esta  "iridiscencia de perfil" se produce por la difracción de la luz (retrorefleja) debido a la disposición extremadamente abigarrada y multicapa de sus escamas acostilladas (en lugar de las lamelas en cresta de la mayoría de especies de mariposas iridiscentes, como Morpho menelaus. Esta iridiscencia apreciable desde ángulos limitados solo se conocía con anterioridad en otra especie, en el licaénido Ancyluris meliboeus. No obstante, en A. meliboeus, la iridiscencia se produce por escamas  crestadas-lamelares y muestra un rango más amplio de colores. 

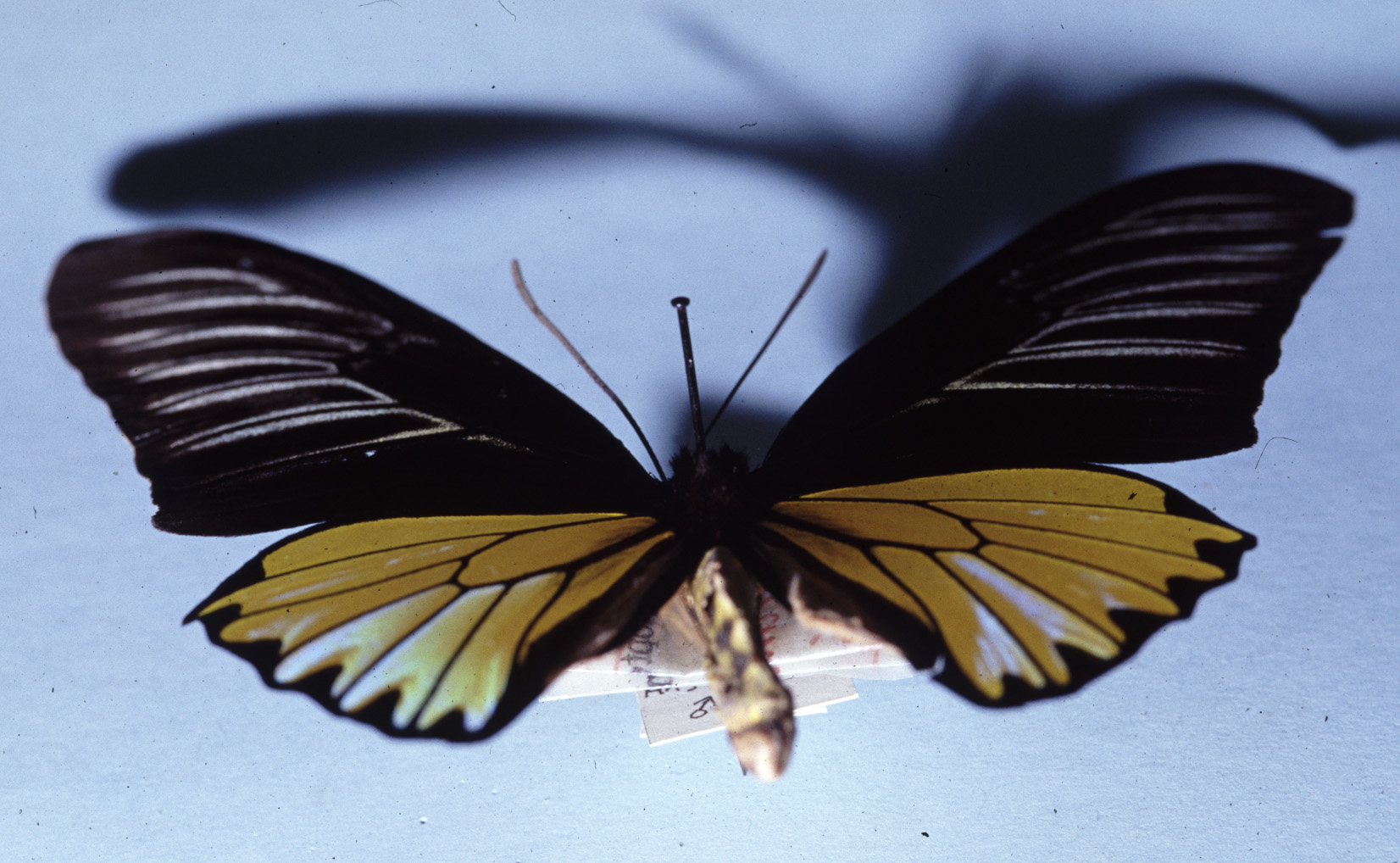
Troides magellanus en el preciso ángulo en el cual aparece la iridescencia.

Esta mariposa recibe el nombre del explorador Fernando de Magallanes que murió en Filipinas en 1521.